# 806 Gyldénia
806 Gyldenia eller 1915 WX är en asteroid upptäckt 18 april 1915 av den tyske astronomen Max Wolf i Heidelberg. Asteroiden har fått sitt namn efter Johan August Hugo Gyldén, chef för Stockholms Observatorium. Gyldén arbetade främst med celest mekanik.